# Bispehaven
Bispehaven er et boligkompleks med høje betonblokke, der ligger i forstaden Hasle, Aarhus. Bygningerne er opført i 1970-73 og siden renoveret i 2007 og i 2020. Boligmassen udgøres af 871 boliger med fra et til seks værelser og et boligareal på 26-130 kvm. I afdelingen findes der knap 70 nationaliteter.